# Coleonyx
Coleonyx is een geslacht van hagedissen die behoren tot de gekko's en de familie Eublepharidae.

## Naam en indeling
Er zijn acht soorten, de wetenschappelijke naam van de groep werd voor het eerst voorgesteld door John Edward Gray in 1845. Een aantal van de hagedissen werden eerder aan andere geslachten toegekend, namelijk Eublepharis, Anarbylus en Brachydactylus. De geslachtsnaam Coleonyx betekent vrij vertaald 'omhulde nagels' en verwijst naar de van een soort schede voorziene klauwen van de soorten uit dit geslacht.

## Verspreiding en habitat
De hagedissen komen voor in delen van Noord- en Midden-Amerika en leven in de landen El Salvador, Honduras, Nicaragua, Costa Rica, Guatemala, Mexico, Belize en de Verenigde Staten. De habitat bestaat uit gematigde en hete woestijnen, verschillende typen bossen en scrublands, rotsige omgevingen en vochtige savannes.

## Beschermingsstatus
Door de internationale natuurbeschermingsorganisatie IUCN is aan alle soorten een beschermingsstatus toegewezen. De hagedissen worden beschouwd als 'veilig' (Least Concern of LC).

## Soorten
Het geslacht omvat de volgende soorten, met de auteur en het verspreidingsgebied.
| Naam                                    | Auteur                 | Verspreidingsgebied                                     |
| --------------------------------------- | ---------------------- | ------------------------------------------------------- |
| Coleonyx brevis                         | Stejneger, 1893        | Mexico, Verenigde Staten                                |
| Coleonyx elegans                        | Gray, 1845             | Mexico, Guatemala, Belize, El Salvador                  |
| Coleonyx fasciatus                      | Boulenger, 1885        | Mexico                                                  |
| Coleonyx gypsicolus                     | Grismer & Ottley, 1988 | Mexico                                                  |
| Coleonyx mitratus                       | Peters, 1863           | El Salvador, Honduras, Nicaragua, Costa Rica, Guatemala |
| Coleonyx reticulatus                    | Davis & Dixon, 1958    | Mexico, Verenigde Staten                                |
| Coleonyx switaki                        | Murphy, 1974           | Mexico, Verenigde Staten                                |
| Gebandeerde gekko (Coleonyx variegatus) | Baird, 1858            | Mexico, Verenigde Staten                                |